# زتا اژدها
زتا اژدها یک ستاره است که در صورت فلکی اژدها قرار دارد.